# Escola de Antuérpia

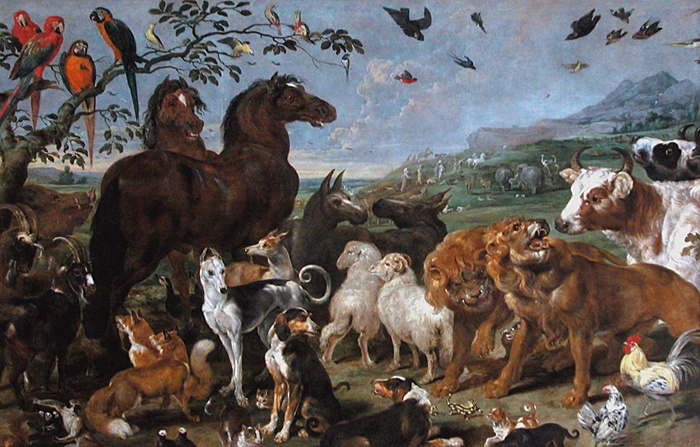
Arca de Noé, por Paul de Vos

A Escola de Antuérpia foi uma escola de artistas ativos em Antuérpia, primeiro durante o século XVI, quando a cidade era o centro econômico dos Países Baixos, e depois durante o século XVII, quando se tornou o reduto artístico do barroco flamengo sob o comando de Peter Paul Rubens.
Antuérpia tomou o lugar de Bruges como o principal centro comercial e de negócios dos Países Baixos por volta de 1500. Pintores, artistas e artesãos se juntaram à Guilda de São Lucas, que educava os aprendizes e garantia a qualidade.
A primeira escola de artistas que surgiu na cidade foram os Maneiristas da Antuérpia, um grupo de pintores anônimos do gótico tardio ativos na cidade entre 1500 e 1520. Eles foram seguidos por pintores maneiristas da tradição italiana que se desenvolveram no final da Alta Renascença. Jan Gossaert foi um dos principais artistas da cidade nessa época. Outros artistas, como Frans Floris, deram continuidade a esse estilo.
Os tumultos iconoclastas (Beeldenstorm em holandês) de 1566 que precederam a Guerra dos Oitenta Anos resultaram na destruição de muitas obras de arte religiosa, após o que as igrejas e os mosteiros tiveram que ser reformados e redecorados. Artistas como Otto van Veen e membros da Família Francken, trabalhando em um estilo maneirista tardio, forneceram uma nova decoração religiosa. Isso também marcou o início do declínio econômico da cidade, pois o rio Scheldt foi bloqueado pela República das Sete Províncias Unidas dos Países Baixos em 1585, diminuindo o comércio.
A cidade passou por uma renovação artística no século XVII. As grandes oficinas de Peter Paul Rubens e Jacob Jordaens e a influência de Anthony van Dyck fizeram de Antuérpia o centro do barroco flamengo. A cidade era um centro editorial de importância internacional e tinha uma enorme produção de gravuras antigas e ilustrações de livros. Os animaliers ou pintores de animais da Antuérpia, como Frans Snyders, Jan Fyt e Paul de Vos, dominaram essa especialidade na Europa pelo menos durante a primeira metade do século. Muitos artistas se juntaram à Guilda de  Romanistas, uma sociedade para a qual ter visitado Roma era uma condição de associação. Mas como a economia continuou a declinar e os governadores dos Habsburgos e a Igreja reduziram seu patrocínio, muitos artistas treinados na Antuérpia partiram para a Holanda, Inglaterra, França ou outros lugares e, no final do século XVII, a Antuérpia não era mais um importante centro de arte.

## Artistas

### Século XVI
- Pieter Aertsen
- Paul Bril
- Pieter Bruegel, o Velho
- Joos van Cleve
- Gillis van Coninxloo
- Frans Floris
- Ambrosius Francken the Elder
- Frans Francken the Elder
- Hieronymus Francken the Elder
- Lucas de Heere
- Jan Sanders van Hemessen
- Jan Mandijn
- Jan Matsys
- Quentin Matsys
- Joos de Momper
- Jan Gossaert
- Adam van Noort
- Joachim Patinir
- Frans Pourbus, O Velho
- Frans Pourbus, O Jovem
- Bartholomeus Spranger
- Otto van Veen
- Marten de Vos
- Sebastiaan Vranckx

### Século XVII
- Hendrick van Balen
- Pieter Boel
- Adriaen Brouwer
- Jan Brueghel, o Velho
- Jan Brueghel, o Jovem
- Pieter Brueghel, o Jovem
- Gaspard de Crayer
- Abraham van Diepenbeeck
- Anthony van Dyck
- Frans Francken, O Jovem
- Jan Fyt
- Jacob Jordaens
- Erasmus Quellinus II
- Peter Paul Rubens
- Jan Siberechts
- Frans Snyders
- David Teniers, o Jovem
- Theodoor van Thulden
- Adriaen van Utrecht
- Cornelis de Vos
- Paul de Vos
- Jan Wildens
- Thomas Willeboirts Bosschaert